# Maxillaria longipes
Maxillaria longipes är en orkidéart som beskrevs av John Lindley. Maxillaria longipes ingår i släktet Maxillaria och familjen orkidéer. Inga underarter finns listade i Catalogue of Life.

## Bildgalleri

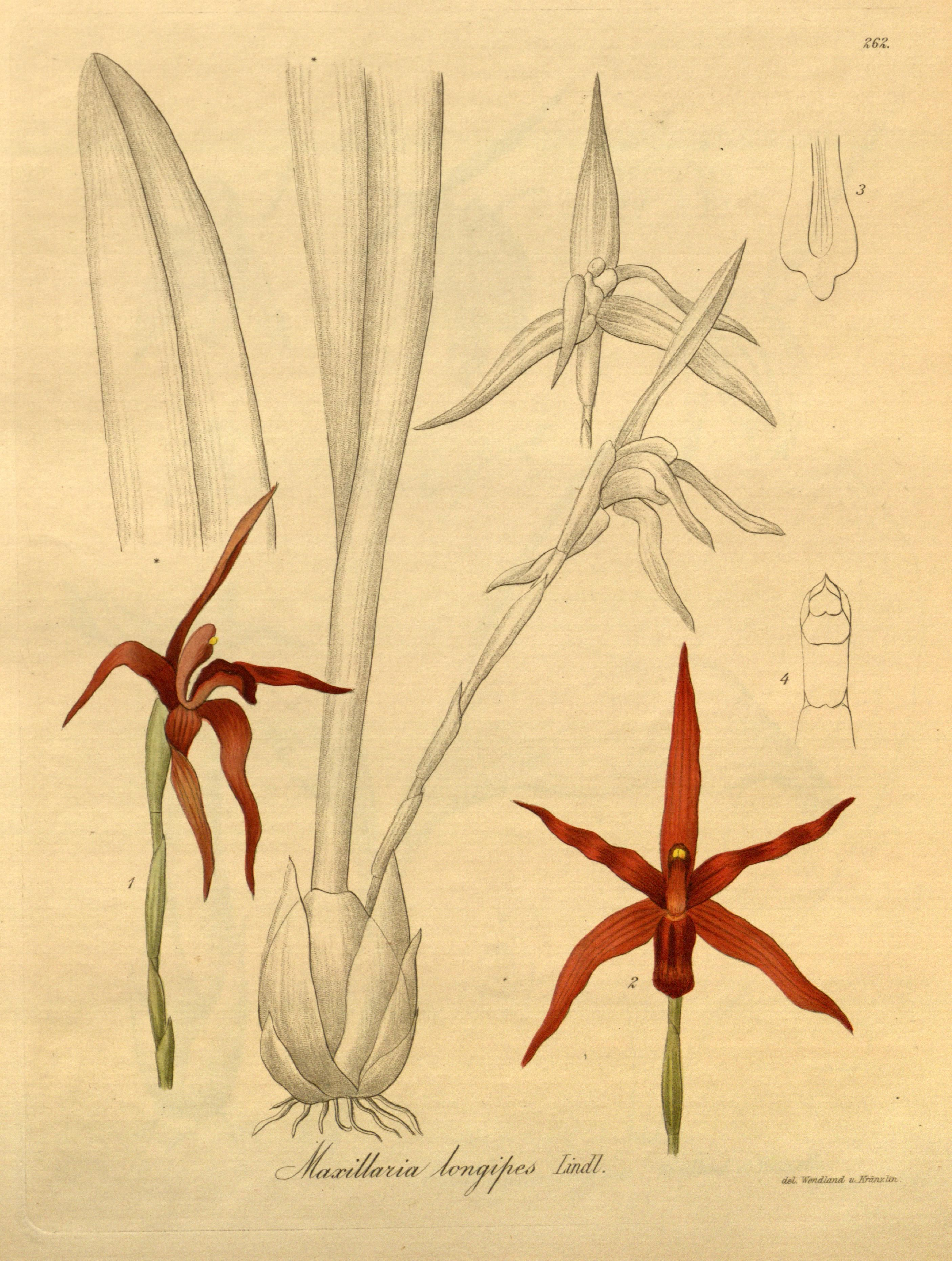